# Agrilus
Genre
Agrilus, les agriles, est un genre d'insectes coléoptères de la famille des Buprestidae. 

## Description
Comme les autres buprestes ils ont un corps cunéiforme aux téguments épais souvent à reflets  métalliques.

## Écologie
Les adultes vivent et se nourrissent sur les fleurs. 

Les larves sont xylophages, elles se nourrissent et se développent dans le bois mort.

## Liste des sous-genres et espèces
Selon Catalogue of Life (28 août 2014) :
- Agrilus abditus
- Agrilus abductus
- Agrilus abjectus
- Agrilus abstersus
- Agrilus acaciae
- Agrilus acutipennis
- Agrilus addendus
- Agrilus aeneocephalus
- Agrilus albocomus
- Agrilus amelanchieri
- Agrilus angelicus
- Agrilus anxius - Agrile du Bouleau
- Agrilus arbuti
- Agrilus arcuatus
- Agrilus arizonicus
- Agrilus arizonus
- Agrilus asperulus
- Agrilus atricornis
- Agrilus audax
- Agrilus aureus
- Agrilus aurilaterus
- Agrilus baboquivariae
- Agrilus barberi
- Agrilus benjamini
- Agrilus bentseni
- Agrilus bespencus
- Agrilus betulanigrae
- Agrilus bilineatus
- Agrilus blandus
- Agrilus burkei
- Agrilus carpini
- Agrilus catalinae
- Agrilus cavatus
- Agrilus cavifrons
- Agrilus celti
- Agrilus cephalicus
- Agrilus cercidii
- Agrilus champlaini
- Agrilus chiricahuae
- Agrilus cladrastis
- Agrilus cliftoni
- Agrilus cochisei
- Agrilus concinnus
- Agrilus corylicola
- Agrilus coxalis
- Agrilus crataegi
- Agrilus criddlei
- Agrilus crinicornis
- Agrilus cupreonitens
- Agrilus cuprescens
- Agrilus cyanescens
- Agrilus davisi
- Agrilus defectus
- Agrilus delicatulus
- Agrilus derasofasciatus
- Agrilus difficilis
- Agrilus diospyroides
- Agrilus dolli
- Agrilus dozieri
- Agrilus duncani
- Agrilus egeniformis
- Agrilus egenus
- Agrilus eleanorae
- Agrilus esperanzae
- Agrilus exiguellus
- Agrilus exsapindi
- Agrilus extraneus
- Agrilus fallax
- Agrilus falli
- Agrilus felix
- Agrilus ferrisi
- Agrilus fisherellus
- Agrilus fisherianus
- Agrilus fleischeri
- Agrilus flohri
- Agrilus floridanus
- Agrilus frosti
- Agrilus fulgens
- Agrilus funestus
- Agrilus fuscipennis
- Agrilus geminatus
- Agrilus geronimoi
- Agrilus gibbicollis
- Agrilus gillespiensis
- Agrilus granulatus
- Agrilus harenus
- Agrilus hazardi
- Agrilus hespenheidei
- Agrilus heterothecae
- Agrilus horni
- Agrilus howdeni
- Agrilus huachucae
- Agrilus hualpaii
- Agrilus hyperici
- Agrilus illectus
- Agrilus imbellis
- Agrilus impexus
- Agrilus inhabilis
- Agrilus jacobinus
- Agrilus juglandis
- Agrilus lacustris
- Agrilus latifrons
- Agrilus lautuellus
- Agrilus lecontei
- Agrilus limpiae
- Agrilus macer
- Agrilus malvastri
- Agrilus masculinus
- Agrilus mimosae
- Agrilus montosae
- Agrilus muticus
- Agrilus neabditus
- Agrilus neoprosopidis
- Agrilus nevadensis
- Agrilus nigricans
- Agrilus oblongus
- Agrilus obolinus
- Agrilus obscurilineatus
- Agrilus obsoletoguttatus
- Agrilus obtusus
- Agrilus ohioensis
- Agrilus olentangyi
- Agrilus olivaceoniger
- Agrilus ometauhtli
- Agrilus ornatulus
- Agrilus osburni
- Agrilus otiosus
- Agrilus palmerleei
- Agrilus parabductus
- Agrilus paracelti
- Agrilus paraimpexus
- Agrilus paramasculinus
- Agrilus parkeri
- Agrilus parvus
- Agrilus pectoralis
- Agrilus pensus
- Agrilus pilosicollis
- Agrilus pilosovittatus
- Agrilus planipennis Agrile du frêne
- Agrilus politus
- Agrilus prionurus
- Agrilus prosopidis
- Agrilus pseudocoryli
- Agrilus pseudofallax
- Agrilus pubescens
- Agrilus pubifrons
- Agrilus pulchellus
- Agrilus punticeps
- Agrilus putillus
- Agrilus quadriguttatus
- Agrilus quadriimpressus
- Agrilus quercicola
- Agrilus quercus
- Agrilus restrictus
- Agrilus rifkindi
- Agrilus rubroniger
- Agrilus rubrovittatus
- Agrilus ruficollis
- Agrilus salviaphilos
- Agrilus sapindi
- Agrilus sayi
- Agrilus scitulus
- Agrilus shoemakeri
- Agrilus sierrae
- Agrilus sinuatus - Agrile du poirier ou Bupreste du poirier
- Agrilus snowi
- Agrilus subcinctus
- Agrilus subrobustus
- Agrilus subtropicus
- Agrilus sulcicollis
- Agrilus taeniatus
- Agrilus torquatus
- Agrilus townsendi
- Agrilus toxotes
- Agrilus transimpressus
- Agrilus turnbowi
- Agrilus utahensis
- Agrilus ventralis
- Agrilus viridescens
- Agrilus viscivorus - Agrile du gui
- Agrilus vittaticollis
- Agrilus walsinghami
- Agrilus waltersi
- Agrilus wenzeli

Selon ITIS (28 août 2014) :
- Agrilus derasofasciatus Lacordaire, 1835
- Agrilus sulcicollis Lacordaire, 1835
- sous-genre Agrilus (Agrilus) Curtis, 1825
- sous-genre Agrilus (Engyaulus) Waterhouse, 1889
- Agrilus rifkindi Hespenheide in Hespenheide & Bellamy, 2009

Selon NCBI (28 août 2014) :
- Agrilus angustulus
- Agrilus biguttatus
- Agrilus coxalis
  - sous-espèce Agrilus coxalis auroguttatus
- Agrilus cuprescens
- Agrilus derasofasciatus
- Agrilus graminis
- Agrilus laticornis
- Agrilus planipennis
- Agrilus populneus
- Agrilus pratensis
- Agrilus ribesi
- Agrilus sinuatus
- Agrilus viridis - Bupreste vert